# Bitva u Konzer Brücke

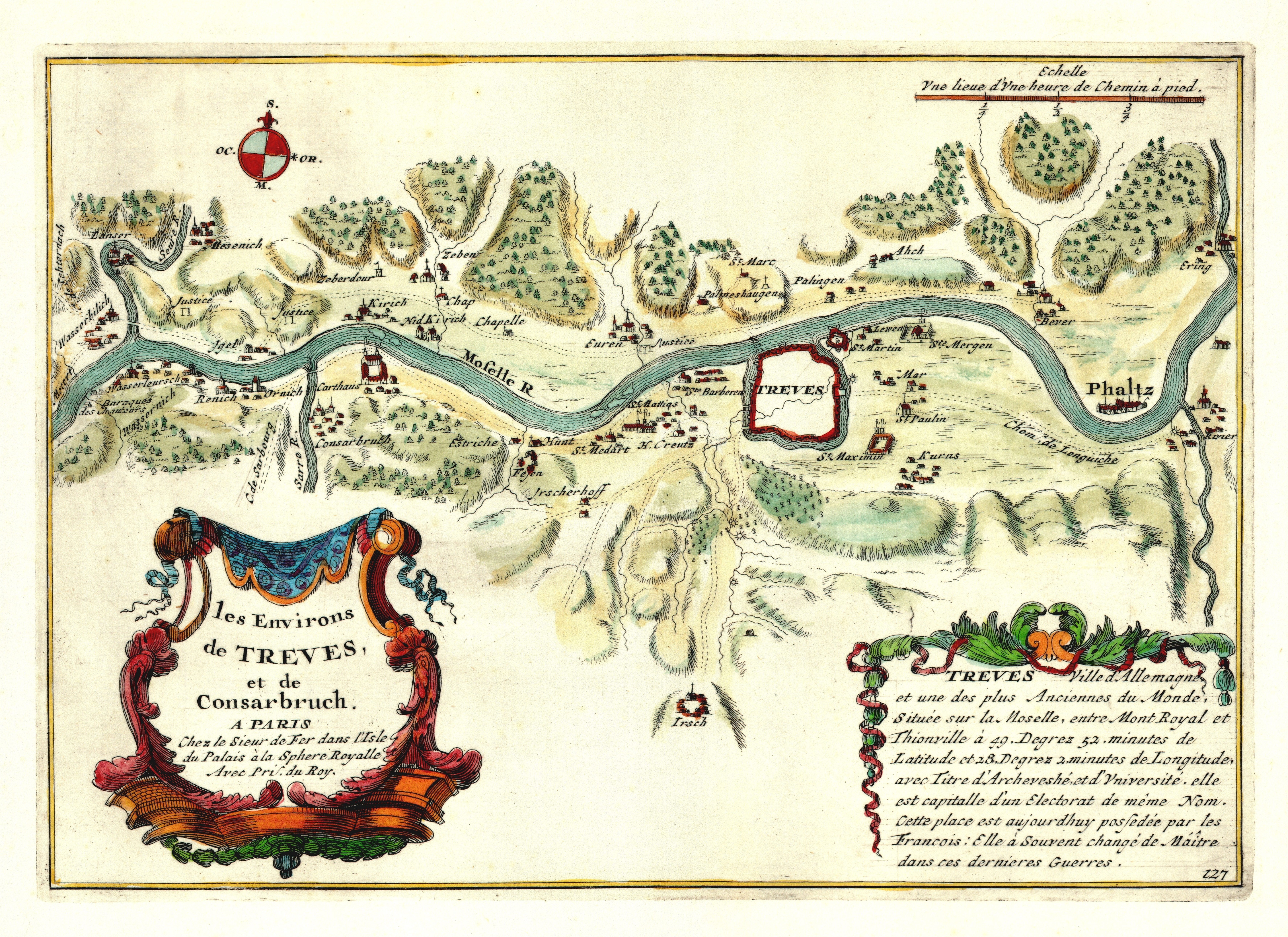
Mapa města a okolí Trevíru

Bitva u Konzského mostu, která se odehrála 11. srpna 1675, byla střetnutím francouzsko-nizozemské války a skončila císařským (nizozemským) vítězstvím.

## Předcházející události
V roce 1675 manévrovali Montecuccoli a maršál Turenne mezi Philipsburgem a Štrasburkem a hledali výhodnější postavení. Oba se snažili chránit svou zemi a žít na úkor nepřítele. Nakonec Turenne nabyl vrchu nad císařskými, kteří se ocitli v nevýhodě u Sasbachu, kde byl v počáteční fázi bitvy Turenne zabit dělovou ránou (27. července).
Rozhozeni ztrátou svého velitele Francouzi brzy ztratili všechny své výhody a Montecuccoli využil jejich ústupu, a zatlačil je za Rýn, téměř až k Vogézám.
Ve stejnou chvíli císařské vojsko pod velením vévody Karla IV. Lotrinského obléhalo Trevír, který Turenne dobyl na podzim 1673.

## Bitva
Créquy byl poslán s 15 000 muži a 11 děly, aby odlehčil tlak na město. Byli zastavenií u mostu přes řeku Sáru u Konzu.
Císařští vyslali útvar vedený Ottou de Grana, aby obsadil pozici zvanou dnes Granovy výšiny. Jiný útvar překročil řeku po mostě u Konzu a třetí oddíl řeku překročil po pontonovém mostě.
Zaútočili na francouzský tábor a bitevní vřava zuřila nerozhodně po tři hodiny. Pak zapojil Otto de Grana své pravé křídlo v ten správný okamžik, a tak museli Francouzi z bojiště uprchnout. Za sebou zanechali všechna svá děla a vozy. Němci Francouze pronásledovali ještě po 50 kilometrech.
Créquy se dostal do Trevíru, aby převzal velení, ale byl donucen kapitulovat 9. září.
Na bojišti byl v roce 1892 vztyčen Granův památník, nikoliv však k poctě Otty de Grana, ale k oslavě sjednoceného Německa.